# نشانچی

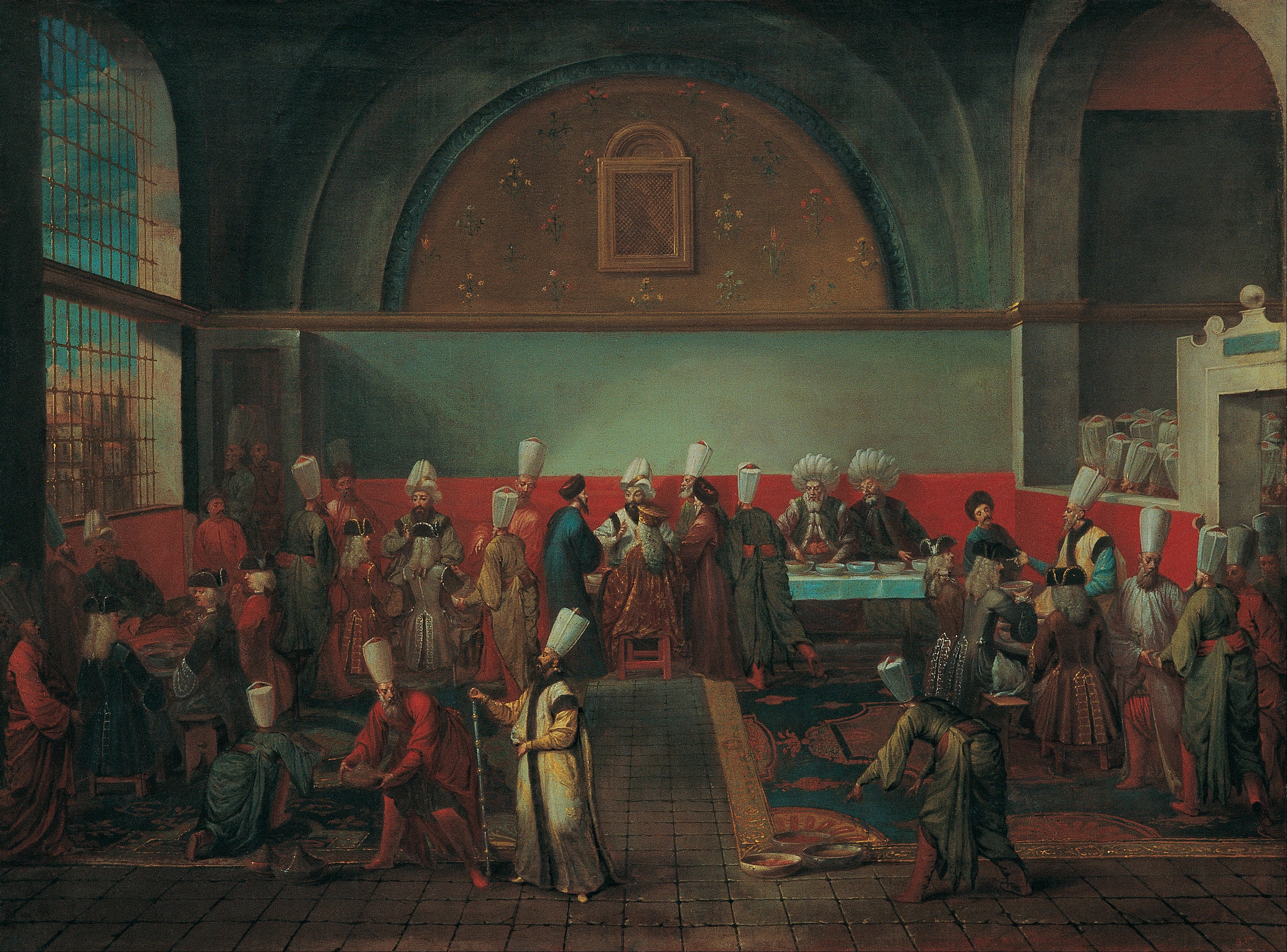
امپراطوری عثمانی

نشانچی (به ترکی استانبولی: Nişancı) مقام بلندپایه‌ای در دیوان‌سالاری امپراتوری عثمانی بود. «نشانچی» در واژه به معنای خوشنویس دربار یا مُهردار بوده و مسئولیت مهر کردن فرمان‌های شاهانه را داشته‌است.

## تاریخ
مقام خوشنویس دربار در دوران حکومت اورخان یکم (۱۳۲۴–۱۳۶۱ میلادی) به وجود آمد ولی نام «نشانچی» برای نخستین بار در زمان مراد دوم (۱۴۲۱–۱۴۵۱ میلادی) مورد استفاده قرار گرفت. بر طبق قانون سلطان محمد فاتح (۱۴۵۱–۱۴۸۱ میلادی)، نشانچی هموند دیوان بوده‌است. این مقام از میانه‌های سده ۱۸ میلادی اهمیت پیشین خود را از دست داد و در ۱۸۳۶ میلادی منسوخ گردید.

## وظیفه
نشانچی مسئولیت مهر کردن فرمان‌های سلطان و صدراعظم را داشته‌است. او همچنین به بایگانی‌های دیوان رسیدگی می‌کرده و اسناد ثبت سامانهٔ تیمار را نگهداری می‌نموده‌است. «تیمار» زمینهایی بوده که سلطان عثمانی به دیوانسالاران و سپاهی‌یان در مقابل خدمتهای آنان می‌بخشیده‌است. تا سده ۱۷ میلادی مقام نشانچی همچنین هم‌ارز وزیر امور خارجه بود. ولی در طول حکومت محمد چهارم (۱۶۴۸–۱۶۸۷ میلادی) رئیس‌الکتاب (سرمنشی) که پیش از آن زیردست نشانچی بود، مقام وزارت خارجه را گرفت.

## صدراعظم‌های نشانچی
صدراعظم‌هایی که پیش‌تر مقام نشانچی را داشتند عبارت بوده‌اند از:
کارامانلی (قهرمانلی؟) محمد پاشا (۱۴۷۷–۱۴۸۱ میلادی)
آیاشلی اسماعیل پاشا (۱۶۸۸–۱۶۸۸ میلادی)
الماس محمد پاشا (۱۶۹۵–۱۶۹۷ میلادی)
نشانچی احمد پاشا (۱۷۴۰–۱۷۴۲ میلادی)